# Бамбуй
Бамбуй — посёлок в Братском районе Иркутской области России. Входит в состав Кузнецовского сельского поселения. Находится на правом берегу реки Вихорева, примерно в 15 км к западу от районного центра, города Братска, на высоте 357 метров над уровнем моря.

## Население
По данным Всероссийской переписи, в 2010 году численность населения посёлка составляла 19 человек (12 мужчин и 7 женщин).
| 2002 | 2010 | 2011 | 2012 |
| ---- | ---- | ---- | ---- |
| 12   | ↗19  | →19  | ↘18  |

## Улицы
Уличная сеть посёлка состоит из 2 улиц.